# 朱同釾
永寧莊和王朱同釾（1447年—1496年），明朝周藩第三代永寧王，永寧安惠王朱子場的庶長子。

## 生平
朱同釾初以王孫封輔國將軍。天順四年（1460年）三月，獲給歲祿八百石，米鈔中半支。後以王子進封鎮國將軍。成化十四年（1478年）四月，襲封永寧王。
弘治九年（1496年）正月，朱同釾去世，享年五十歲，諡號莊和。四年後，嫡長子朱安法襲爵。

## 家庭

### 妻
- 劉氏，兵馬副指揮劉寧女，成化十四年（1478年）冊為永寧王妃[5]

### 子
- 嫡長子：永寧榮穆王朱安法[4]
- 第二子：鎮國將軍朱安瀔[6]
- 第三子：鎮國將軍朱安潕[7]
- 第五子：鎮國將軍朱安溯[8]
- 第六子：鎮國將軍朱安汗
- 第七子：鎮國將軍朱安渰[9]